# 伊蘭泰 (繙譯進士)
伊蘭泰（1711年—1792年），瓜爾佳氏，號芝芳，鑲紅旗滿洲人。
乾隆六年辛酉科（1741年）繙譯鄉試中式舉人，乾隆十年乙丑科（1745年）繙譯會試中式進士，由刑部郎中補授江西道御史，轉刑科給事中、禮科掌印，仕至内閣學士、副都統。

## 家族
子福綿（清朝），山西巡撫；孫蘇清阿，道光十八年進士。